# Batocarpus
Batocarpus é um género botânico pertencente à família Moraceae.